# 작센 왕국
작센 왕국(독일어: Königreich Sachsen)은 1806년부터 1918년까지 독일 중부에 있던 왕국이다. 영역은 현재의 작센주와 비슷하다. 다만, 1945년부터 오데르-나이세선 동쪽이 독일-폴란드 간 국경선이 되는 바람에, 강 동쪽에 있던 작센의 영토 일부가 폴란드로 넘어간 대신 강 서쪽에 있던 슐레지엔 땅이 작센에 편입되었다.

## 역사
1806년 작센 선제후국은 나폴레옹과 동맹을 맺은 대가로 작센 왕국으로 승격하였다. 그러나 1815년 나폴레옹이 몰락하자 빈 조약에 따라 프로이센 왕국에게 영토의 40%를 할양하지 않으면 안되었는데, 할양한 영토 중에는 마르틴 루터의 종교개혁이 일어난 비텐베르크 같은 도시도 있었다.
1866년 프로이센-오스트리아 전쟁에서 오스트리아 제국측에 가담하였으나, 프로이센군에 패하고 만다. 작센 왕국은 오스트리아측에 가담한 하노버 왕국, 헤센 선제후국, 나사우 공국, 프랑크푸르트처럼 프로이센에 합병당하지는 않았지만, 프로이센에 종속되어 북독일 연방에 가맹한다.
1871년 작센 왕국은 독일제국의 한 구성국이 되었다. 그러나 47년 뒤인 1918년, 독일제국의 패전으로 11월 13일에 국왕이 퇴위하여 베틴 가의 왕조가 끝났다.

## 역대 군주
작센 왕국의 왕가는 베틴 가의 알베르트계이다.
작센 주민의 대부분은 프로테스탄트였고 국교도 프로테스탄트(루터 복음교, Evangelical Lutheran Church)였지만, 작센 왕가 사람들은 가톨릭 교도였다. 따라서 작센의 공주들은 오스트리아와 같은 가톨릭 왕실로 시집가는 경우가 많았다.
왕위 계승법은 준살리카법으로, 왕가에 남자 후계자가 남아있지 않을 때에만 공주가 왕위를 계승할 수 있었다.
| 작센의 역대 국왕 |                           |               |                                       |
| 베틴 왕조        |                           |               |                                       |
| 그림 및 사진     | 국왕 이름                 | 재위          | 비고                                  |
|                  | 프리드리히 아우구스트 1세 | 1806년~1827년 | 1807년부터 1813년 사이 바르샤바 공    |
|                  | 안톤                      | 1827년~1836년 | 프리드리히 아우구스트 1세 국왕의 동생 |
|                  | 프리드리히 아우구스트 2세 | 1836년~1854년 | 안톤 국왕의 조카                      |
|                  | 요한                      | 1854년~1873년 | 프리드리히 아우구스트 2세 국왕의 동생 |
|                  | 알베르트                  | 1873년~1902년 | 요한 국왕의 아들.                     |
|                  | 게오르크                  | 1902년~1904년 | 알베르트 국왕의 동생                  |
|                  | 프리드리히 아우구스트 3세 | 1904년~1918년 | 게오르크 국왕의 아들. 1918년 퇴위됨.  |

## 1918년 이후 작센 왕가 수장
- 프리드리히 아우구스트 3세 (1918년~1932년)
- 프리드리히 크리스티안 (1932년~1968년)
- 마리아 에마누엘 (1968년~2012년)
- 알베르트 (2012년)
- 작센게사프의 알렉산더 (2012년~현재)

## 같이 보기
- 작센
- 독일 제국
- 독일의 역사
- 베틴 가